# 阿蓮薦善堂
阿蓮金華寶殿挽化霄明宮薦善堂，位於臺灣高雄市阿蓮區，為一台灣民間信仰廟宇，主祀關聖帝君。

## 歷史沿革

### 發展
2021年，舉行辛丑科金籙七朝水火祈安清醮。

## 交陪境
葉厝甲淸水寺代天府、魍鋼太聖宮、普濟殿、四鯤鯓龍山寺、赤崁清進宮、赤崁龍穗殿、梓官城隍廟、梓官善化堂、嘉峰惠峰宮、阿蓮宗聖堂、崎漏正順廟